# كما تشاء (فلم 1912)
كما تشاء (بالإنجليزية: As You Like It) هو فيلم أبيض وأسود صامت أمريكي إنتاج عام 1912 يستند إلى مسرحية وليام شكسبير التي تحمل الاسم نفسه، أخرجه جيمس ستيوارت بلاكتون ، وتشارلز كينت ، وجيمس يونغ ، وأنتجته شركة فيتاغراف. يقوم الفيلم بإحضار نجمة المسرح الانجليزية روز كوغلان إلى الشاشة إلى جانب موريس كوستيلو، تظهر روز كوغلان من أكبر من المعتاد في دور روزاليند.
يصور الفيلم الصامت الإطاحة بدوق سينيور من قبل شقيقه المستبد، تتنكر روزاليند ابنة سينيور في زي رجل وتنطلق للعثور على والدها المنفي بينما تقدم أيضًا المشورة لخطيبها الأخرق أورلاندو في فن التودد.
يوجد نسخة مطبوعة من هذا الفيلم ناجية بصيغة 16 ملم.

## طاقم التمثيل
- موريس كوستيلو بدور أورلاندو
- روز كوغلان بدور روزاليند
- روزماري ثيبي بدور سيليا
- روز تابلي بدور فيبي، راعية أغنام
- كيت برايس بدور أودري
- هاري تي موري بدور الدوق فريدريك
- تيفت جونسون بدور الدوق المنفي
- تشارلز كينت بدور جاك
- فرانك كوريير بدور غير محدد
- جورج أوبر بدور آدم
- جورج راندولف بدور تشارلز المصارع (بدور جورج سي راندولف)
- روبرت جايارد بدور أوليفر
- جيمس يونج بدور السير رولاند دي بوا
- ويليام شيا بدور غير محدد
- جيمس موريسون بدور سيلفيوس شيبرد
- فرانك ماسون بدور أميان
- هوجي ماك دور ويليام (تم تقديمه بدور هيو ماكجوان)
- ليو ديلاني بدور جاك دي بوا
- روبرت ماكويد الأب، دور تاتشستون، وهو مهرج
- روبرت ماكويد الأب في دور تاتشستون، وهو مهرج *(كان ماكويد (1835-1913) والد روبرت ماكويد الأكثر شهرة والذي ولد عام 1872)
- تشارلز إلدريدج بدور كورين، وهو راعي